# ナルヴァ
ナルヴァ（エストニア語: Narva、ロシア語: Нарва）は、エストニアの都市。かつては「バルト海の真珠」と称される美しい街並みを誇った。18世紀前半における大北方戦争の主戦場として有名。第二次世界大戦における激しい攻撃によって一旦灰燼となり、その歴史的な街並みの多くは失われた。人口は約66,000人で、人口規模ではタリン、タルトゥに次ぐエストニア第3の都市である。

## 人口・民族
2009年における街の人口は約66,000人。街の人口の大半（およそ95%）が、国内では少数民族となっているロシア系住民である。エストニアでは、その歴史的経緯から反ロシア感情が残っており、2007年にもソ連時代の記念碑撤去をめぐって、エストニア・ロシアで国家間の対立が生じている。ソ連崩壊後、ナルヴァのロシア系住民が自治を求める運動を起こしたこともあるなど、エストニアの抱える歴史・民族問題を色濃く反映した都市といえる。

## 地理
エストニア最東部の都市であり、ナルヴァ川を境としてロシアと国境を接している。ナルヴァ川の対岸は、ロシア領のイヴァンゴロドである（第1次独立時には東岸地域もエストニア領だった）。街を流れるナルヴァ川はまもなくナルヴァ湾に注ぎ、バルト海に通じている。近隣の都市としては、約135キロ北東のサンクトペテルブルク（ロシア領）、135キロ南西のタルトゥなどが挙げられる。

## 経済
港湾都市としての機能を有するほか、周辺でオイルシェール（油母頁岩）が産出されることもあり、エストニア屈指の工業地域である。2004年にエストニアがEU加盟を果たしたことで、ナルヴァの経済にも好影響をもたらすことが期待されている。

## 歴史

### 成立とその発展
中世においては重要な交易の拠点であった。ノヴゴロド年代記では、12世紀後半頃より言及がみられる。デンマークの支配下におかれ、1302年に都市特権を得た。14世紀半ば、ヴァルデマー4世がリヴォニア帯剣騎士団に売却した。その後、1558年にモスクワ大公国のイヴァン4世（雷帝）が、リヴォニア戦争の際にナルヴァを征服した。しかしその支配は長くは続かず、間もなく1581年にはスウェーデンの支配下に入った。スウェーデンは17世紀を通じて、バルト・ドイツ人などを介して間接支配を行った。この時代のスウェーデンは「バルト帝国時代」と後年呼ばれた。

### 大北方戦争とロシア統治

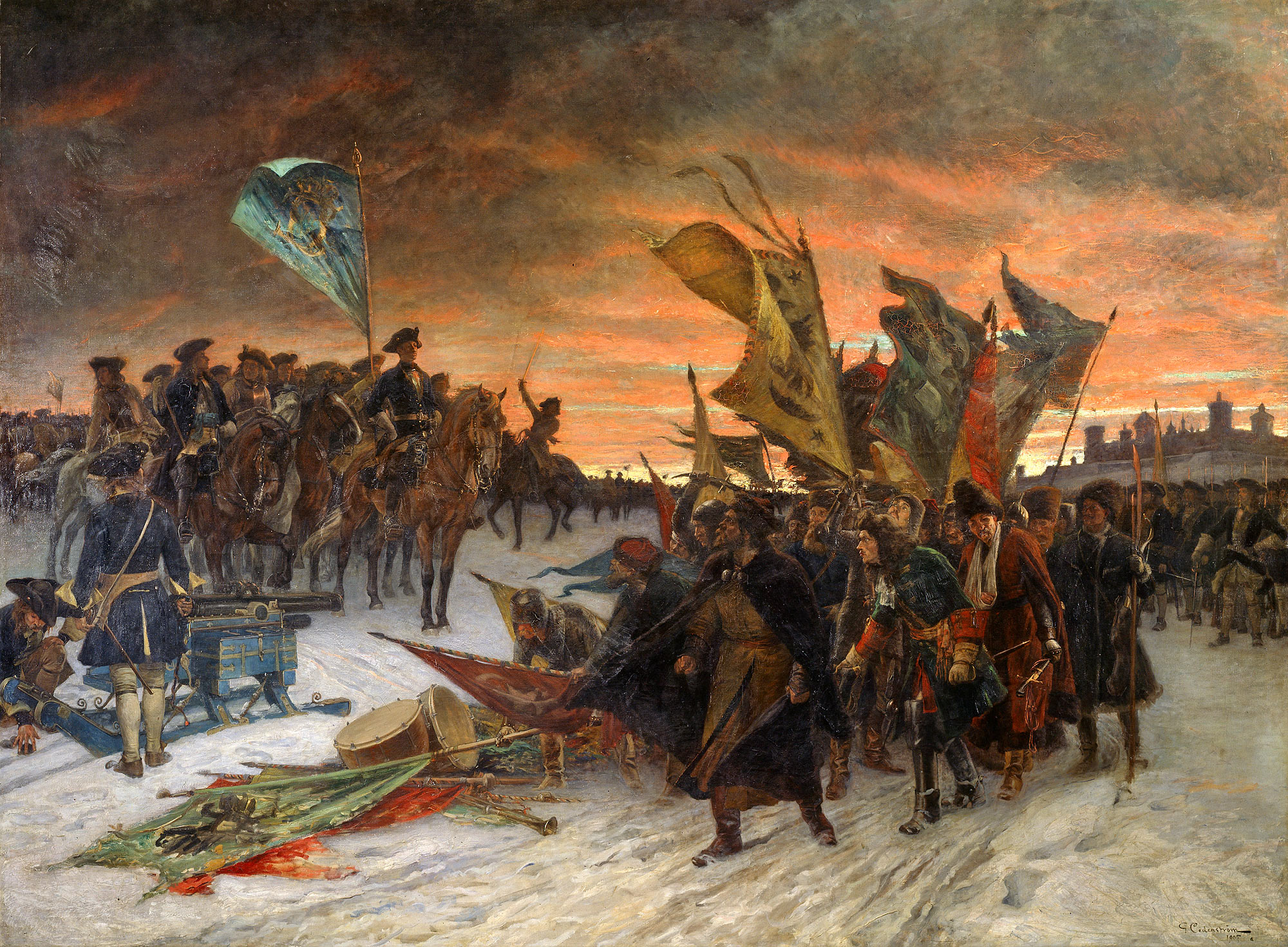
大北方戦争。ナルヴァの戦いではロシアが敗北するが、最終的にはロシアがスウェーデンに勝利し、バルト海の制海権が移行した。

1700年に勃発した大北方戦争において、ナルヴァはその緒戦における主戦場の一つとなった。この戦いではカール12世率いるスウェーデンが勝利を収めたが、1704年よりロシア・ツァーリ国がこの地を占領した。最終的にはロシアが勝利してバルト海東岸にまでその版図を広げ、1721年のニスタット条約で正式にロシア帝国の支配下に置かれることが認められた。19世紀になり徐々に工業化が進展すると、ナルヴァは繊維産業の中心地として発展していった。第一次世界大戦では、ドイツ軍がバルト海東岸地域にまで進出し、ナルヴァも一時ドイツ軍の支配下におかれた。

### 独立
1918年、エストニアは独立を宣言して臨時政府を発足させるが、バルト海沿岸まで進出していたドイツ軍によって弾圧された。ドイツの敗戦後に再び臨時政府が発足したが、革命によって成立していたソヴィエト・ロシア政権はこれを認めなかった。こうした状況下で、臨時政府に対抗してナルヴァでエストニア労働者コミューンが成立した。この組織はソヴィエト・ロシアの支持を受けており、コミューンと臨時政府の戦いは、事実上ソヴィエトと臨時政府の戦いであった。これに勝利した臨時政府は、ソヴィエトと1920年にタルトゥ条約を結び、独立を確定させた。これにより、ナルヴァはエストニアに属することが確定した。また、この時はナルヴァ川東岸地域もエストニア領であった。

### 第二次世界大戦と独立喪失
第二次世界大戦が勃発すると、ナルヴァは激戦地となった。まず、1940年にソヴィエト連邦によって併合され、エストニア系住民はソ連軍によって迫害を受けた。その後、ドイツ軍に占領されたことでさらに街は荒廃し、多くのエストニア人が街を追われた。さらに、巻き返しを図るソ連軍が空爆をおこなったため、ナルヴァは徹底的に破壊された。エストニアにおける民族固有の歴史、文化は尊重されず、ドイツの敗戦後におけるソ連の統治下では、ナルヴァにエストニア人が帰還することは禁止された。そのため、街の人口分布はほぼロシア人のみとなり、現在における独特の民族分布を生むことになった。また、ナルヴァ川東岸地域はロシア領に編入された。

### 再独立
1991年にエストニアが独立回復を果たし、ナルヴァもエストニアに属することになった。ただし、旧ソ連時代の共和国間の国境の維持が確認され、戦間期よりは狭い領土となり、ナルヴァは国境の都市になった。独立後のエストニアは、1940年以前のエストニア国民とその子孫に国籍を限定した。そのため、ナルヴァにいるロシア系住民の多くは、外国人として扱われることになり、永続的に居住するためには新たにエストニア国籍を取得する必要が生じた。しかし、彼らが国籍を取得するためには、エストニア語の能力試験に合格しなくてはならず、現地住民が不満を抱いた。こうした中で、1993年には市内でエストニア内の自治領としての地位を求める住民投票も行われた。ただし、エストニア政府とのこれ以上の対立を望まない市議会は、この投票が無効であることを受け入れた。

## 観光
街にあるナルヴァ城は、かつてデンマークが建てたものである。世界大戦で破壊されたが、1991年のエストニア独立後に復興され、現在は博物館にもなっている。

## 交通

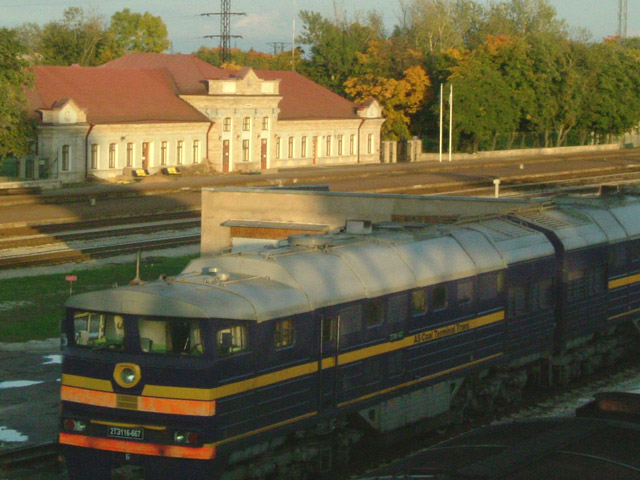
ナルヴァ駅の風景

ナルヴァ駅があり、タリンとナルヴァを往復する列車が1日4～6本、タリンからナルヴァを経由してモスクワへと至る列車が1日1本運行している。エストニアでは、ナルヴァに限らずバスでの移動が一般的であり、頻繁にタリンとの間を往復している。所要時間も若干バスの方が短い。

## 出身者
- パウリ・ケレス（チェス）
- ヴァレリー・カルピン

## 姉妹都市
- カールスクーガ、スウェーデン
- ラハティ、フィンランド
- Tinglev、デンマーク
- ドネツィク、ウクライナ